# Abalia
Abalia es el nombre de una variedad cultivar de manzano (Malus domestica). Esta manzana está cultivada en diversos viveros entre ellos algunos dedicados a conservación de árboles frutales en peligro de desaparición.
La manzana 'Abalia' es originaria de Guipúzcoa, y actualmente se cultiva debido a su sabor dulce para postre fresco en mesa, y muy apreciada en la elaboración de sidra.

## Sinónimos
- "Manzana Abalia",
- "Abalia-Sagarra".[6][7][8][6]

## Historia
'Abalia' es una variedad de manzana cultivada en el País Vasco, está considerada incluida en las variedades locales autóctonas muy antiguas, cuyo cultivo se centraba en comarcas muy definidas. Se caracterizaban por su buena adaptación a sus ecosistemas y podrían tener interés genético en virtud de su adaptación. Estas se podían clasificar en dos subgrupos: de mesa o de cocina, y de sidra (aunque algunas tenían aptitud mixta). Es muy apreciada en usos en preparados culinarios, y muy importante en la elaboración de sidra en el país vasco por su sabor dulce.
'Abalia' es una variedad mixta, clasificada como muy buena en la elaboración de sidra, también se utiliza en fresco como postre en mesa por su sabor dulce; difundido su cultivo en el pasado por los viveros comerciales y cuyo cultivo en la actualidad se ha reducido a huertos familiares. Variedad muy abundante en Guipúzcoa, siendo una excelente variedad para elaboración de sidra.

## Características
El manzano de la variedad 'Abalia' tiene un vigor alto, es árbol de mediana producción; florece a finales de abril; tubo del cáliz en forma de embudo corto, y con los estambres situados en su mitad.
La variedad de manzana 'Abalia' tiene un fruto de tamaño mediano; forma aplastada redondeada, algo asimétrica con la cavidad peduncular profunda; piel gruesa, rugosa y no muy cerosa con algo de brillo; con color de piel amarillo paja, importancia del sobre color alto, presenta numerosas lenticelas amarillas, sensibilidad al "ruginoso/"russetting" (pardeamiento áspero superficial que presentan algunas variedades) medio;pedúnculo de tamaño corto, blando, anchura de la cavidad peduncular media, profundidad de la cavidad pedúncular es profunda; calicina medio y semicerrado, profundidad de la cav. calicina menos profunda, de anchura media; sépalos triangulares en la base apretados.
Carne de color blanco amarillento, con textura no muy dura crujiente, sin aroma, de abundante zumo; el sabor característico de la variedad, dulce; corazón de tamaño medio, desplazado. Eje abierto. Cavidades casi imperceptibles. Semillas aristadas, puntiagudas, de tamaño medio, color marrón claro uniforme.
La manzana 'Abalia' tiene una época de recolección a mediados de otoño, madura en octubre, de larga duración. Tiene uso mixto pues se usa como manzana para uso fresco en mesa, y también sobre todo como manzana para la elaboración de sidra, como manzana sidrera es una variedad dulce conocida y estimada entre los sidreros.